# Martin Krňávek
Martin Krňávek (Ostrov, 11 de abril de 1974) es un deportista checo que compitió en triatlón.
Ganó dos medallas de bronce en el Campeonato Europeo de Triatlón, en los años 1999 y 2003. Además, obtuvo una medalla de bronce en el Campeonato Europeo de Ironman 70.3 de 2011.

## Palmarés internacional
| Campeonato Europeo | Campeonato Europeo             | Campeonato Europeo | Campeonato Europeo |
| Año                | Lugar                          | Medalla            | Prueba             |
| ------------------ | ------------------------------ | ------------------ | ------------------ |
| 1999               | Funchal (Portugal)             | Medalla de bronce  | Individual         |
| 2003               | Karlovy Vary (República Checa) | Medalla de bronce  | Individual         |

| Campeonato Europeo | Campeonato Europeo   | Campeonato Europeo | Campeonato Europeo |
| Año                | Lugar                | Medalla            | Prueba             |
| ------------------ | -------------------- | ------------------ | ------------------ |
| 2011               | Wiesbaden (Alemania) | Medalla de bronce  | Individual         |